# Ell (Limburg)
Ell (Limburgs: Èll) is een kerkdorp in de gemeente Leudal in de Nederlandse provincie Limburg. Het kerkdorp is gelegen tussen Weert en Thorn. Op 1 januari 2023 telde Ell 1.470 inwoners. 

## Geschiedenis
Ell ontstond in de late middeleeuwen. Het maakte tot 1795 deel uit van het Abdijvorstendom Thorn. In 1492 werd een kapel gesticht, opgetrokken in laatgotische stijl. Begin 20e eeuw groeide Ell uit tot een echt dorp, dat voornamelijk van de landbouw leefde.
Na de Franse tijd werd Ell bij de gemeente Hunsel gevoegd, en zo bleef het, ook toen in 1942 de gemeente Hunsel enkele andere gemeenten annexeerde. In 2007 ging de gemeente Hunsel, en daarmee Ell, op in de fusiegemeente Leudal. 
De kapel werd in 1823 vervangen door een kerk, die in 1912 door de huidige Sint-Antonius Abtkerk werd vervangen.
In 1840 omvat de buurtschap Ell 53 huizen met 297 inwoners.
Tegenwoordig heeft het gelijknamige dorp ca. 561 (2020) huizen met ca. 1395 inwoners.

## Bezienswaardigheden
- Sint-Antonius Abtkerk uit 1912
- Heilig Hartbeeld, uit 1934
- Paulskapel
- Hoverkruus
- Kruiskapel
- Zuivelfabriek De Fuus, aan Hoogstraat 55, geopend in 1909 en gesloten in 1953

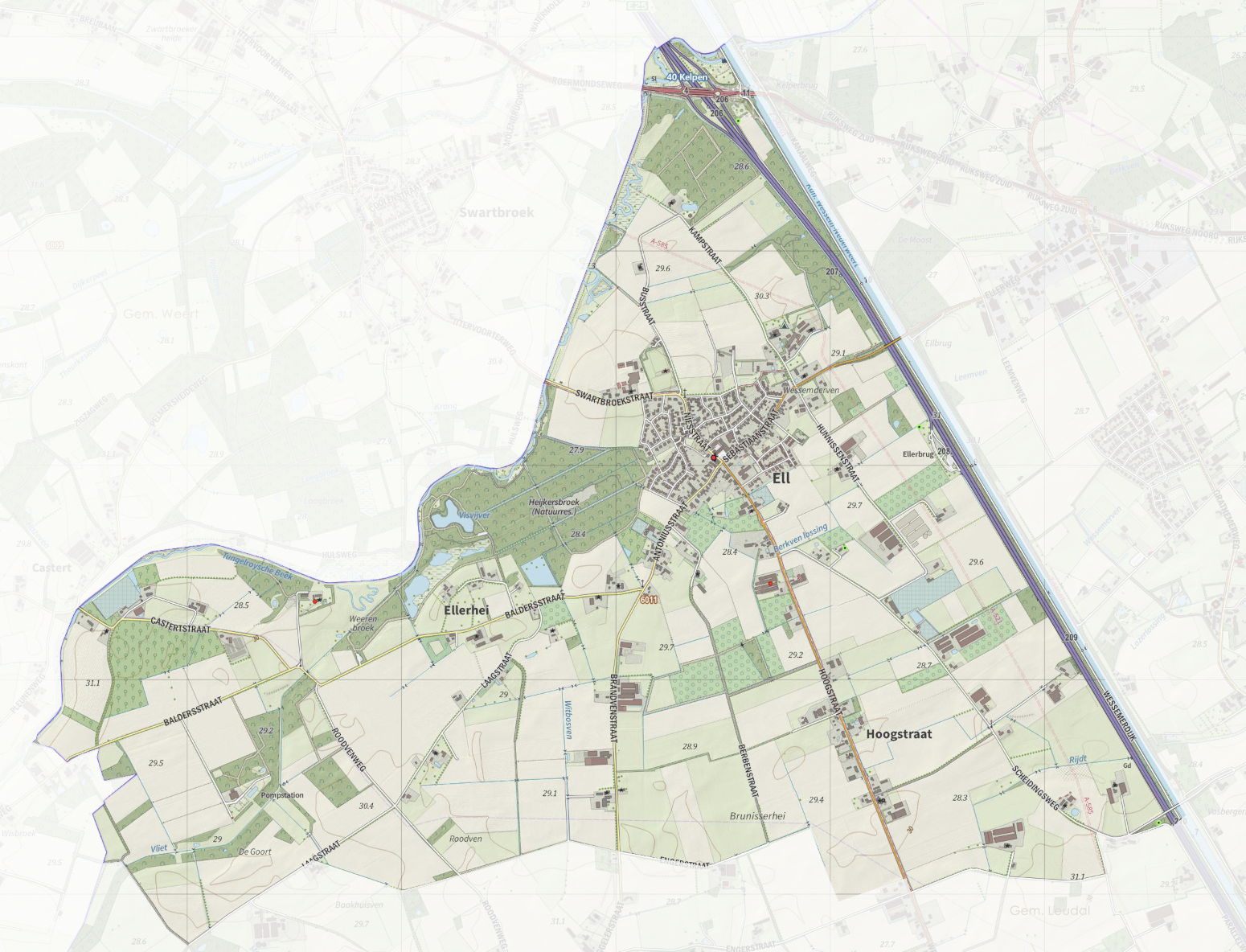
Kaart van Ell (2022)

- Enkele 19e-eeuwse boerderijen
- Ellerschans

## Natuur en landschap
Ell ligt op een hoogte van ruim 28 meter. In het noordwesten stroomt de Tungelroyse Beek en in de vallei daarvan ligt het vochtige natuurgebied Heijkersbroek dat weer aansluit op De Krang bij Swartbroek. Enkele vennen die nog in de omgeving aanwezig zijn, zijn het Wessemderven in het oosten, en het Baakhuisven in het zuidwesten. Deze vennen liggen betrekkelijk geïsoleerd.
Noordoostelijk van Ell loopt het Kanaal Wessem-Nederweert. Ten zuiden van Ell treft men landbouwontginningen aan.

## Nabijgelegen kernen
Swartbroek, Stramproy, Hunsel, Kelpen-Oler, Haler
| Swartbroek |             | Nederweert |  |        |
|            |             |            |  |        |
| Tungelroy  | Kelpen-Oler |            |  |        |
|            |             |            |  |        |
| Stramproy  |             | Haler      |  | Hunsel |

Dorpen: Baexem · Buggenum · Ell · Grathem · Haelen · Haler · Heibloem · Heythuysen · Horn · Hunsel · Ittervoort · Kelpen-Oler · Neer · Neeritter · Nunhem · Roggel

Buurtschappen: Aan de Bergen · Aan het Broek · Achter het Klooster · Asbroek · Beekkant · Berik · Blenkert · Brumholt · Caluna · Castert · De Horck · Dries · Eiland · Eind · Ellerhei · Gendijk · Geneijgen · Gerhegge · Haelense Broek · Hanssum · Heiakker · Heide (Heythuysen) · Heide (Roggel) · Heioord · Heugde · Hoek · Hollander · Hoogschans · Hoogstraat · De Horck · Kappert · Karreveld · Keizerbos · Kinkhoven · Laak · Maxet · Mortel · Nijken · Op de Bos · Ophoven · Overhaelen · Roligt · Santfort (deels) · Schaapsbrug · Schans (Ell) · Schans (Roggel) · Schillersheide · Smidstraat · Strubben · Uffelse · Venne · Vestjenshoek · Vlaas · Waije

Voormalige gemeenten: Haelen · Heythuysen · Hunsel · Roggel en Neer

Limburg: Steden en dorpen      Nederland: Provincies · Gemeenten